# 후카이역
후카이역(일본어: 深井駅, ふかいえき)은 일본 오사카부 사카이시 나카구에 있는 센보쿠 고속철도 센보쿠 고속철도선의
역이다. 역 번호는 SB02이다.
나카 구에 있는 유일한 역으로 역 주변은 대형의 관혼상제 시설이 집적되어 있는 음식점, 미용실, 파친코 점포 등이 많다.
구간급행 이하의 종별이 정차하지만 2015년 12월 5일부터 운행을 시작한 특급 "센보쿠 라이너"는 센보쿠 고속철도의 단독역으로는 유일한 통과역이 되었다.

## 역 구조
섬식 승강장 1면 2선의 고가역이다. 승강장 유효 길이는 10량분이다. 개찰구와 대합실은 2층에 있고 개찰구는 1곳만 존재한다. 승강장은 3층에 있고, 캔트가 큰 커브로 인하여 열차는 중간의 차량을 제외하고 많이 기울어 정차한다.
2013년에 발차표가 반전식과 LED식이 병용된 형식에서 LED식으로 갱신되었다.

### 승강장
| 승강장 | 노선       | 방향 | 행선                                              |
| ------ | ---------- | ---- | ------------------------------------------------- |
| 1      | ■ 센보쿠선 | 하행 | 이즈미가오카・고묘이케・이즈미추오 방면           |
| 2      | ■ 센보쿠선 | 상행 | 나카모즈・(난카이 고야 선)사카이히가시・난바 방면 |

## 역 주변
- 사카이 시 나카 구청
  - 사카이 시 보건 센터
- 사카이 시 교육 문화 센터(소피아 사카이)
  - 나카 문화 회관
  - 사카이 시 교육 센터(천문관을 운영)
  - 사카이 시립 나카 도서관
  - 사카이 시립 평화와 인권 자료관
- 하라이케 공원 체육관
- 일본우편 사카이 나카 우편사
- 사카이 시 소방국 나카 소방서
- 렌타 사이 크루(주차장에서 접수)
- 오사카 부립 히가시모즈 고등학교
- 오사카 상업대학 사카이 고등학교
- 세이카 고등학교
- 히노 클리닉
- 후카이 플라자
- 라이프 후카이점
- 로열 홈 센터 사카이점
- 만다이 미야엔점
- 만다이 사카이하지점
- 코노미야 후카이점
- 우시 센보쿠점
- 산요도 서점 후카이점
- 미즈가치 공원
- 노노미야 신사(후카이 수레 축제에서 저명)
- 도토 사적(2009년 복원 공사 완료)
- 도토마치 공원(2007년 확대)
- 오노지
- 레이노미야하치타 신사
- 부영 하쓰타미소 주택
- 후카이 역전 기념물 "약수"

## 역사
- 1971년 4월 1일: 영업 개시.
- 1982년 10월 8일: 역 고가시타에 쇼핑 존 "후카이 플라자" 개업.

## 사진

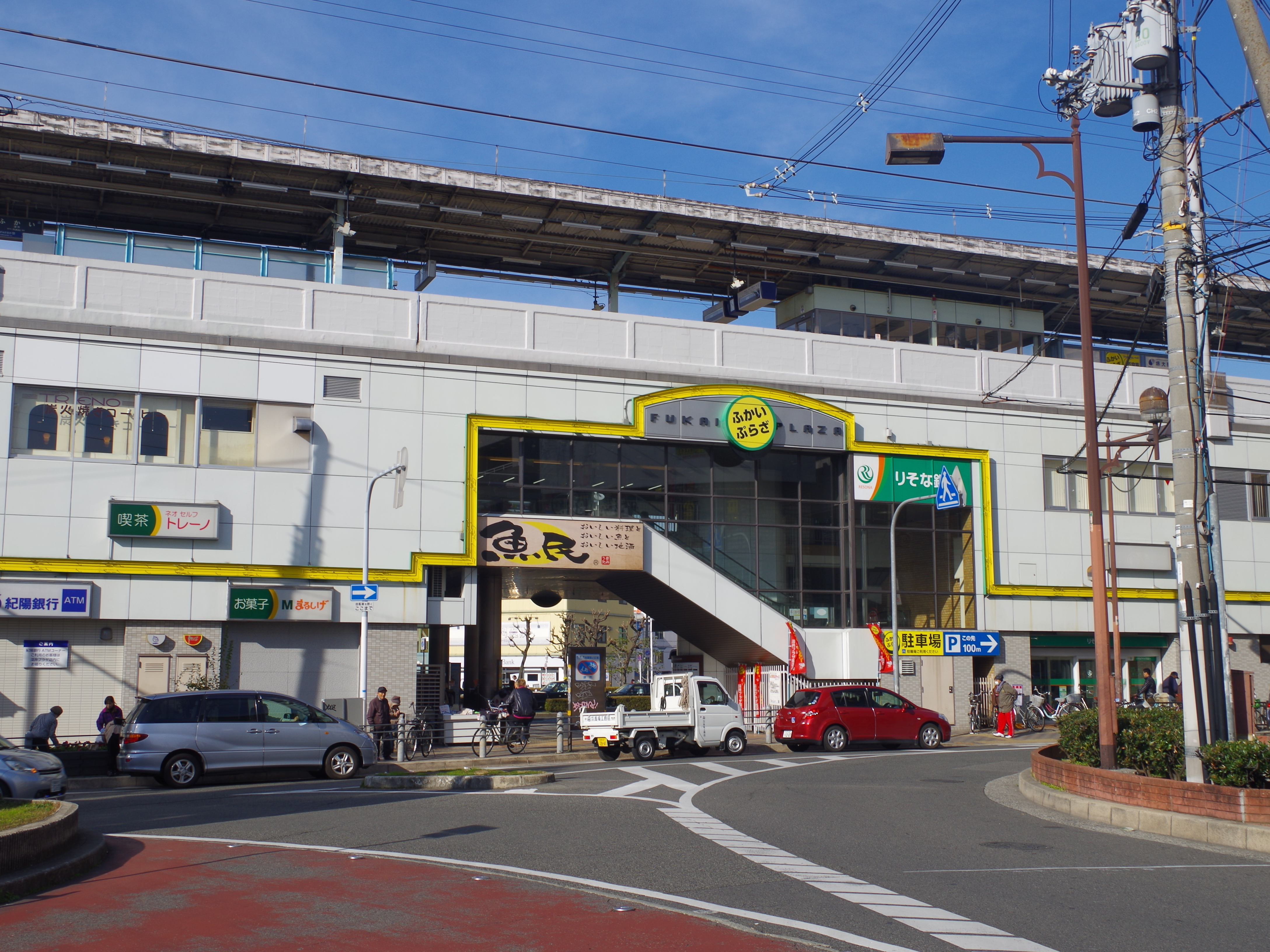
동쪽 출입구

## 인접역
| 난카이 전기 철도 ■ 센보쿠선                 | 난카이 전기 철도 ■ 센보쿠선 | 난카이 전기 철도 ■ 센보쿠선       |
| ------------------------------------------- | --------------------------- | --------------------------------- |
| NK56 사카이히가시(난카이 고야 선) 난바 방면 | ■ 구간급행                  | 이즈미가오카 SB03 이즈미추오 방면 |
| SB01 나카모즈 나카모즈 방면                 | ■ 준급행 ■ 각역정차         | 이즈미가오카 SB03 이즈미추오 방면 |